# Secção de máquinas

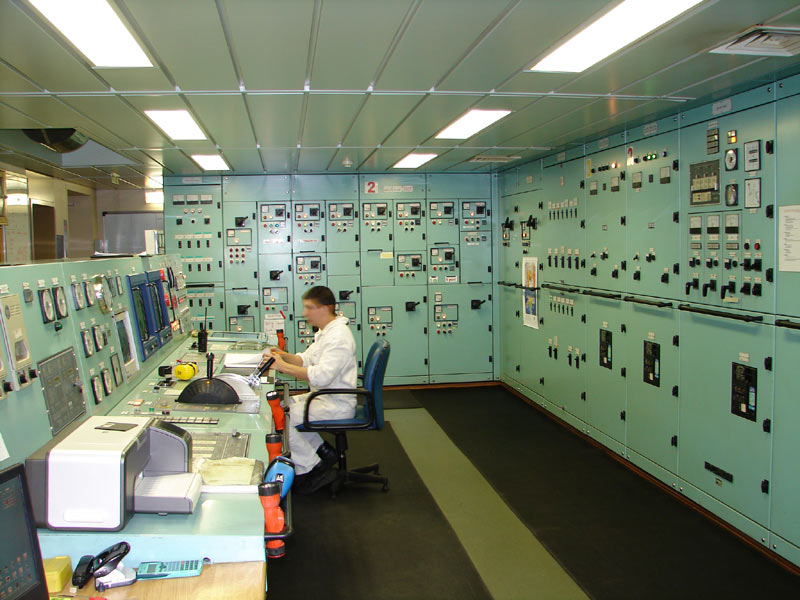
Oficial de máquinas na sala de controlo de máquinas do petroleiro Algarve.

A seção de máquinas (português brasileiro) ou secção de máquinas (português europeu) é um dos departamentos em que se organiza a tripulação e o serviço de bordo de uma embarcação da marinha mercante. Juntamente com a secção do convés, é um dos principais departamentos na operação de uma embarcação de propulsão mecânica.
A secção de máquinas tem como funções as de assegurar a condução e a manutenção dos sistemas de propulsão mecânica e de produção de energia da embarcação. Além dos equipamentos situados na casa das máquinas, o pessoal de máquinas assegura também a manutenção dos sistemas elétricos gerais, dos sistemas de aquecimento, ventilação e ar condicionado (AVAC) e dos sistemas de águas e esgotos.
Alguns grandes navios de passageiros têm departamentos separados de eletrotecnia e de AVAC.
Nos navios das marinhas de guerra, existem departamentos com funções semelhantes.

## Organização

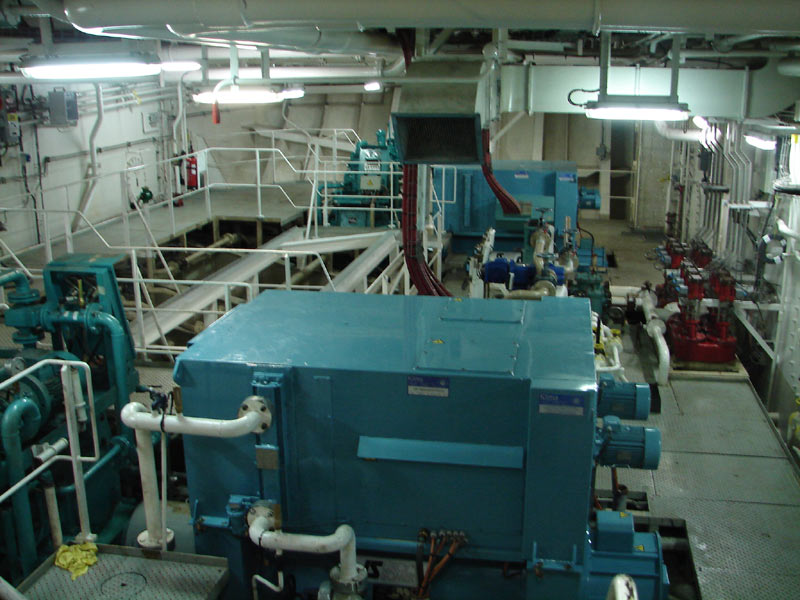
Casa das máquinas do navio de dragagem Champlain.

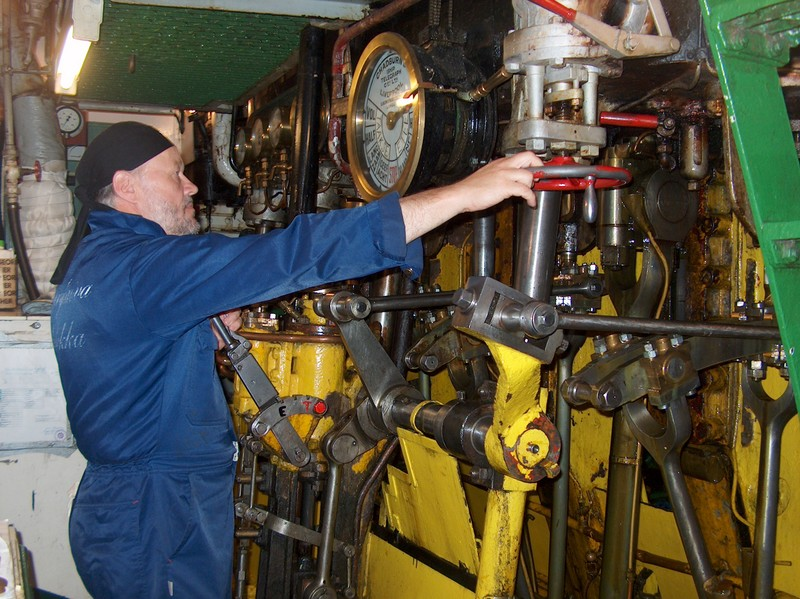
Maquinista na casa das máquinas do navio a vapor Ukkopekka.

A secção de máquinas é chefiada por um oficial de máquinas designado "chefe de máquinas", o qual responde apenas perante o comandante do navio. Além do chefe de máquinas, o pessoal de convés inclui também um segundo oficial de máquinas - que coadjuva o chefe de máquinas - e outros oficiais de máquinas (nalguns países, designados "maquinistas", "mecânicos" ou "engenheiros"), normalmente com formação superior em engenharia de máquinas marítimas. Nas marinhas mercantes de alguns países, a secção de máquinas também pode incluir oficiais eletrotécnicos, normalmente com formação superior em engenharia eletrotécnica, que se ocupam especificamente da condução e manutenção dos sistemas elétricos e eletrónicos. Em alguns navios de passageiros, a secção de máquinas também pode incluir oficiais engenheiros de AVAC responsáveis pela condução e manutenção dos sistemas de climatização do navio.
Além dos oficiais, o pessoal de máquinas inclui profissionais dos escalões de mestragem e marinhagem. Alguns destes são os maquinistas práticos ou condutores de máquinas, os motoristas, os auxiliares de maquinista, os auxiliares de motorista, os eletricistas, os mecânicos, os bombeiros ou bombeadores, os fogueiros, os chegadores e os azeiteiros. Alguns destes profissionais só existem em navios com um determinado tipo de propusão. Assim, normalmente, os fogueiros e chegadores só existem nos navios a vapor, os motoristas e auxiliares de motorista só existem nos navios a motor de combustão interna e os bombeiros ou bombeadores só existem nos navios-tanque.
Nos navios que não levam a bordo oficiais de máquinas, as suas funções são desempenhadas por maquinistas práticos ou condutores de máquinas. Neste caso o chefe da secção de máquinas mantém a designação "chefe de máquinas", mas o subchefe da secção passa a designar-se "segundo de máquinas".
A lotação da secção de máquinas de cada embarcação é definida pela potência dos seus sistemas propulsores, pela legislação de segurança marítima de cada país e por convenções internacionais (incluindo as regulamentações da Organização Marítima Internacional e da Agência Europeia de Segurança Marítima).
Tipicamente, a lotação da secção de máquinas de um navio mercante com mais de 750 kW de potência inclui:
- Chefe de máquinas (1)
- Segundo oficial de máquinas (0-1)
- Oficiais de máquinas (0-6)
- Maquinistas/motoristas (0-2)
- Ajudantes de maquinista (4-7)
- Eletricistas (1-3)
- Mecânicos (1-3)

Uma embarcação mercante com menos de 750 kW, tipicamente, inclui como pessoal de máquinas:
- Chefe de máquinas (1)
- Segundo de máquinas (0-1)
- Maquinistas/motoristas (1)
- Ajudantes de maquinista (0-3)
- Eletricistas (0-1)
- Mecânicos (0-1)

Os oficiais de máquinas, segundo a sua categoria a bordo, eram tradicionalmente designados "1º maquinista", "2º maquinista", etc,. Hoje em dia, seguindo o que está definido pela STCW 95, em muitas marinhas mercantes, os dois oficiais de maior categoria são designados, respetivamente, "chefe de máquinas" e "segundo oficial de máquinas" e os restantes oficiais são designados genericamente "oficiais de máquinas chefes de quarto (OMCQ)".
Nas marinhas mercantes onde existe a especialidade de oficial eletrotécnico, podem existir um ou mais destes oficiais na secção de máquinas, subordinados ao chefe de máquinas. Igualmente, as secções de máquinas de alguns navios podem incluir um ou mais oficiais engenheiros de AVAC. Nos navios onde não embarcam oficiais destas especialidades, as suas funções são desempenhadas pelos oficiais de máquinas.

## Quarto de máquinas
Tal como na secção do convés, o serviço da secção de máquinas também se organiza em quartos, que garantem que os sistemas de propulsão e de produção de energia da embarcação sejam monitorizados as 24 horas por dia.
O pessoal de máquinas é dividido em três ou quatro grupos, a cada qual compete cumprir um quarto de máquinas de, respetivamente, oito ou seis horas diárias.
Cada quarto de máquinas é chefiado por um oficial de máquinas (designado "oficial de máquinas chefe de quarto (OMCQ)" ou "oficial encarregado de quarto de máquinas") ou, eventualmente, por um maquinista prático / condutor de máquinas (designado "chefe de quarto de máquinas").